# روبرت اشتولتس
روبرت اشتولتس (آلمانی: Robert Stolz؛ ‏ ۲۵ اوت ۱۸۸۰ – ۲۷ ژوئن ۱۹۷۵) رهبر ارکستر و آهنگساز اهل اتریش بود.
وی آهنگساز فیلم‌هایی همچون قلبم تو را می‌خواند (نسخهٔ فرانسوی)، قلبم تو را می‌خواند (نسخهٔ آلمانی)، بازگشت و یک دم رسوایی بوده‌است.